# Mot apparenté
Les mots apparentés sont des mots qui ont une origine, une étymologie commune. Le terme peut désigner des mots d'une même langue ou bien (plus couramment) des mots de langues différentes. Les mots apparentés sont aussi connus sous le nom de cognats. Le mot cognat, dérivé du latin cognatus, signifie « lien de sang ».

## Caractéristiques des mots apparentés (cognats)
Les cognats n’ont pas besoin d’avoir le même sens puisqu’ils ont pu en changer quand les langues se sont développées, séparément. Voyons le mot pour « s'affamer » : en anglais starve, en néerlandais sterven ou en allemand sterben ; tous les mots sont dérivés de la même racine proto-germanique sterbaną, qui signifie l'acte de mourir. De même, le mot anglais dish (un plat) et le mot allemand tisch (une table) viennent de la racine latine discus, « qui a une surface plane », mais n'ont pas le même sens.
De plus, les cognats n'ont pas nécessairement des formes similaires comme l'anglais father, le français père et l'arménien հայր (hayr), qui sont tous dérivés du mot indo-européen commun ph₂tḗr.

## Cognats et doublets lexicaux
On parle plus précisément :
- de cognats pour parler de mots de langues apparentées qui remontent directement à un même étymon de leur langue d'origine commune ;
- de doublets lexicaux pour une paire de mots d'une même langue différents par le sens et la forme, mais remontant à une même étymologie.

Par exemple, les mots nuit en français, night en anglais, Nacht en allemand, νύξ en grec ancien, ночь en russe et noc en polonais sont apparentés, car tous issus d'une même racine indo-européenne. Dans ce cas précis, il s'agit de cognats : on peut reconstruire un prototype *nokʷts en indo-européen commun.
Les mots sûr en français, segur en occitan et catalan, seguro en espagnol et portugais, sicuro en italien sont également des cognats, car ils sont tous directement issus du mot latin sēcūrus.
En revanche, si les mots père et paternel sont également apparentés, car tous deux issus du latin pater, il ne s'agit pas là de cognats, mais de doublets lexicaux : le premier est l'aboutissement de l'évolution spontanée du latin vulgaire, le second est un emprunt savant fait à l'adjectif dérivé latin paternalis.
Parfois, les cognats peuvent être des opposés sémantiques. Par exemple, le mot hébreu חוצפה chutzpah signifie l’imprudence, tandis que son cognat en arabe classique حصافة ḥaṣāfah signifie le discernement. Pareillement, black (noir) en anglais et biały (blanc) en polonais, sont des cognats : tous deux viennent d'une racine indo-européen commune, bʰleg-, qui signifie « brûler » ou « briller ».[réf. nécessaire]
Il y a des cas où les mots peuvent se fusionner dans une autre langue, puis développer de nouveaux sens et se réintégrer dans la langue originale. Cela s’appelle le réemprunt. Par exemple, le mot grec κίνημα (kinēma, « mouvement ») est devenu le mot français cinéma, qui a été réemprunté en grec σινεμά (cinéma, « art du film », « cinéma »). Donc maintenant en Grèce, les mots κίνημα (kinēma, « mouvement ») et σινεμά (sinema, « art du film, cinéma ») coexistent comme des doublets lexicaux.[réf. nécessaire]

## Faux-amis
Il arrive que deux mots issus d'une même racine évoluent vers des significations différentes, ils deviennent alors ce qu'on appelle des faux-amis. Par exemple, le français journée et l'anglais journey proviennent tous deux de l'ancien français du XIe siècle jornee, signifiant « voyage ou labeur d'un jour »,,. Depuis, le terme anglais a gardé l'idée du voyage, et le français a retenu le sens temporel que l'on connaît.
Inversement, l'anglais much et l'espagnol mucho ont un sens et une forme similaires, mais ils ont évolué à partir de racines différentes : much du proto-germanique *mikilaz, et mucho du latin multum.